# Clausicella
Clausicella là một chi ruồi trong họ Tachinidae.

## Các loài
- Clausicella aurantiaca (Mesnil, 1973)[6]
- Clausicella charapensis (Townsend, 1927)[4]
- Clausicella floridensis (Townsend, 1892)[2]
- Clausicella geniculata (Townsend, 1892)[2]
- Clausicella melitarae (Reinhard, 1946)
- Clausicella molitor (Wiedemann, 1824)[7]
- Clausicella neomexicana (Townsend, 1892)[2]
- Clausicella opaca (Coquillett, 1895)[8]
- Clausicella peregrina (Cortés & Campos, 1971)[9]
- Clausicella politura (Reinhard, 1946)
- Clausicella puella (Rondani, 1856)[1]
- Clausicella setigera (Coquillett, 1895)[8]
- Clausicella solennis Richter, 1999
- Clausicella suturata Rondani, 1856[1]
- Clausicella townsendi (Curran, 1931)[10]
- Clausicella triangulifera Mesnil, 1963[11]
- Clausicella turmalis (Reinhard, 1946)[12]
- Clausicella xanthocera (Richter, 1972)[13]